# Рытвины Лабтайт
Рытвины Лабтайт (англ. Labtayt Sulci) — рытвины (рельеф из чередующихся борозд и кряжей) на поверхности спутника Сатурна — Энцелада.

## География и геология
Примерные координаты центра — 27°41′ ю. ш. 286°05′ з. д. / 27,69° ю. ш. 286,08° з. д.. Максимальный размер структур составляет 162 км, ширина — 4 км. Рытвины уходят вглубь спутника на 1 км. Впервые рытвины Лабтайт в низком разрешении были запечатлены космическим аппаратом «Вояджер-1» в 1980 году, а в 2005 году в более высоком разрешении их заснял космический аппарат Кассини-Гюйгенс. Расположены на юго-западе равнины Дийяр и на юго-востоке равнины Сарандиб. На юге рытвины Лабтайт встречаются с аналогичной структурой — рытвинами Кашмир, а недалеко на северо-западе от них находятся рытвины Лахедж. На севере от рытвин находятся две единственные гряды спутника — гряды Куфа и гряда Эбони. На западе находятся борозды Анбар, а также 8-километровый именной кратер Сабур.

## Эпоним
Названы в честь Лабтайта (столицы Конийского султаната) — города, фигурирующего в сборнике арабских сказок Тысяча и одна ночь. Официальное название было утверждено Международным астрономическим союзом в 2006 году.